# Copa Aerosur del Sur 2009
La Copa Aerosur del Sur 2009 es la cuarta edición del Torneo de Verano de Fútbol Boliviano patrocinado por Aerosur.
En esta edición participan siete equipos: seis de ellos "ligueros" (ver. LFPB) representantes de las ciudades que tienen solo un representante en la Liga (con excepción de Potosí) y un invitado especial en representación de la ciudad de Tarija (que no tiene representante en la Liga). 
El torneo comenzó el 18 de enero de 2009 y culminará el 4 de febrero del mismo año.
La versión 2009 de la copa tiene tres novedades: la competición se realiza con los equipos divididos en dos grupos que juegan sus partidos en una misma ciudad por grupo, en este caso Potosí y Tarija, la participación de un equipo no liguero y una recopa que se jugará entre el campeón de la Copa Aerosur 2009, el campeón de la Copa Aerosur del Sur 2009 y 2 exipos extranjeros.
Para ser campeón de la Copa Aerosur del Sur, primeramente se tiene que salir vencedor de su respectivo grupo y luego enfrentarse en partidos de ida y vuelta con el ganador de la otra serie.
El campeón de la copa tendrá pasajes gratis en Aerosur para viajar a disputar sus partidos durante la temporada 2009 de la Liga de Fútbol Profesional Boliviano, mientras que el subcampeón tendrá un descuento de 75%. El resto de los participantes podrá acceder al 50% de descuento en los pasajes si aceptan llevar el logo de la aerolínea en su uniforme.

## Equipos participantes
Grupo A (sede Potosí)
| Equipo          | Departamento |
| --------------- | ------------ |
| Real Potosí     | Potosí       |
| Nacional Potosí | Potosí       |
| San José        | Oruro        |

Grupo B (sede Tarija)
| Equipo        | Departamento |
| ------------- | ------------ |
| Universitario | Sucre        |
| La Paz FC     | La Paz       |
| Real Mamoré   | Trinidad     |
| Ciclón        | Tarija       |

## Primera Fase

#### Tabla de posiciones final(Sede Potosí)
| Pos | Equipo          | Pts | PJ | PG | PE | PP | GF | GC | DIF |
| --- | --------------- | --- | -- | -- | -- | -- | -- | -- | --- |
| 1.º | San José        | 4   | 2  | 1  | 1  | 0  | 4  | 2  | 2   |
| 2.º | Real Potosí     | 3   | 2  | 1  | 0  | 1  | 3  | 4  | -1  |
| 3.º | Nacional Potosí | 1   | 2  | 0  | 1  | 1  | 2  | 3  | -1  |

| 18 de enero de 2009 15:00 | Real Potosí                                         | 2:1' | Nacional Potosí     | Estadio Víctor Agustín Ugarte, Potosí               |                                                     |
|                           | Roberto Correa (p) 23' PT Luis Gatty Ribeiro 41' PT |      | 33' PT José Padilla | Asistencia: ¿? espectadores Árbitro(s): Marco Villa | Asistencia: ¿? espectadores Árbitro(s): Marco Villa |

| 20 de enero de 2009 20:00 | Nacional Potosí          | 1:1 | San José            | Estadio Víctor Agustín Ugarte, Potosí      |                                            |
|                           | Nicolás Canalis 90+1' ST |     | 77' ST Alex Da Rosa | Asistencia: ¿? espectadores Árbitro(s): ¿? | Asistencia: ¿? espectadores Árbitro(s): ¿? |

| 22 de enero de 2009 20:00 | Real Potosí              | 1:3' | San José                                                               | Estadio Víctor Agustín Ugarte, Potosí      |                                            |
|                           | Horacio Chiorazzo 37' PT |      | 53' ST Alejandro Bejarano 59' ST Martín Palavicini 90' ST Alex Da Rosa | Asistencia: ¿? espectadores Árbitro(s): ¿? | Asistencia: ¿? espectadores Árbitro(s): ¿? |

#### Tabla de posiciones final(Sede Tarija)
| Pos | Equipo                 | Pts | PJ | PG | PE | PP | GF | GC | DIF |
| --- | ---------------------- | --- | -- | -- | -- | -- | -- | -- | --- |
| 1.º | Universitario de Sucre | 7   | 3  | 2  | 1  | 0  | 4  | 2  | 2   |
| 2.º | Ciclón                 | 4   | 3  | 1  | 1  | 1  | 5  | 4  | 1   |
| 3.º | La Paz FC              | 2   | 3  | 0  | 2  | 1  | 1  | 2  | -1  |
| 4.º | Real Mamoré            | 2   | 3  | 0  | 2  | 1  | 3  | 5  | -2  |

| 27 de enero de 2009 19:00 | Universitario                                   | 2:1 | La Paz FC           | Estadio IV Centenario, Tarija                       |                                                     |
|                           | Mauricio Saucedo 25' PT Nicolás Raimondi 63' ST |     | 23' PT Pablo Rivera | Asistencia: ¿? espectadores Árbitro(s): Ivan Gamboa | Asistencia: ¿? espectadores Árbitro(s): Ivan Gamboa |

| 27 de enero de 2009 21:00 | Ciclón                                                                         | 4:2 | Real Mamoré                             | Estadio IV Centenario, Tarija              |                                            |
|                           | Gabriel Abdeneve 9' PT Gonzalo Acosta (p) 22' PT y 78' ST Pedro Suheiro 54' ST |     | 69' ST Oscar Díaz 70' ST Franz Claustro | Asistencia: ¿? espectadores Árbitro(s): ¿? | Asistencia: ¿? espectadores Árbitro(s): ¿? |

| 29 de enero de 2009 19:00 | Universitario           | 1:1 | Real Mamoré            | Estadio IV Centenario, Tarija                           |                                                         |
|                           | Mauricio Saucedo 70' ST |     | 19' PT Rodrigo Bottaro | Asistencia: ¿? espectadores Árbitro(s): Oscar Maldonado | Asistencia: ¿? espectadores Árbitro(s): Oscar Maldonado |

| 29 de enero de 2009 21:00 | Ciclón | 0:0 | La Paz FC | Estadio IV Centenario, Tarija              |  |
|                           |        |     |           | Asistencia: ¿? espectadores Árbitro(s): ¿? |  |

| 31 de enero de 2009 17:00 | Real Mamoré | 0:0 | La Paz FC | Estadio IV Centenario, Tarija              |  |
|                           |             |     |           | Asistencia: ¿? espectadores Árbitro(s): ¿? |  |

| 31 de enero de 2009 21:00 | Ciclón | 0:1 | Universitario           | Estadio IV Centenario, Tarija              |                                            |
|                           |        |     | 43' PT Nicolás Raimondi | Asistencia: ¿? espectadores Árbitro(s): ¿? | Asistencia: ¿? espectadores Árbitro(s): ¿? |

## Finales
| 3 de febrero de 2009 15:30 | San José                       | 2:1 | Universitario         | Estadio Jesús Bermúdez, Oruro                  |                                                |
|                            | Martín Palavicini 22' y 45' PT |     | 34' PT. Gastón Mealla | Asistencia: 20.000 espectadores Árbitro(s): ¿? | Asistencia: 20.000 espectadores Árbitro(s): ¿? |

| 5 de febrero de 2009 20:00 | Universitario                                                                   | 3:0 (1:2 p.)               | San José                                                          | Estadio Olímpico Patria, Sucre  |                                 |
|                            | Mauricio Saucedo 46' ST. Nicolás Raimondi 77' ST. Gastón Mealla 87' ST.         |                            |                                                                   | Asistencia: 25.000 espectadores | Asistencia: 25.000 espectadores |
|                            |                                                                                 | Tiros desde el punto penal |                                                                   |                                 |                                 |
|                            | Nicolás Raimondi · Mauricio Saucedo · Marcelo Gomes · Gastón Mealla · Aldo Peña |                            | Néstor Chipitte · Diego Vejarano · Guillermo Torrez · Juan Rivero |                                 |                                 |

|                            |
| Campeón San José 2º título |